# Penguin African Library
Die Penguin African Library (Penguin Afrikanische Bibliothek; mit dem Verlagskürzel AP) ist eine englischsprachige Buchreihe, die bei Penguin Books UK in Harmondsworth erschien. Sie begann 1962 zu erscheinen und lief bis Mitte der 1970er Jahre. Herausgeber der Reihe war Ronald Segal. Bestimmte Nummern (AP4, AP38, AP43 und AP45) wurden nie ausgegeben. Eine Vorgängerreihe des Verlages war die West African Series (mit dem Verlagskürzel WA).

## Bände
- AP1. African Profiles - Ronald Segal. 1962.
- AP2. A Short History of Africa - Roland Oliver and J. D. Fage. 1962.
- AP3. Portugal in Africa - James Duffy. 1962.
- AP4. ---
- AP5. The Politics of Partnership: The Federation of Rhodesia and Nyasaland - Patrick Keatley. 1963.
- AP6. The Arab Role in Africa - Jacques Baulin. 1962.
- AP7. Modern Poetry From Africa - Gerald Moore and Ulli Beier, eds. 1963. - Poets: Jean-Joseph Rabearivelo; Flavien Ranaivo; Leopold Sedar Senghor; David Diop; Birago Diop; Lenrie Peters; Kwesi Brew; Ellis Ayitey Komey; G. Awoonor-Williams; John Pepper Clark; Gabriel Okara; Okigbo, etc.
- AP8. South Africa’s Hostages: Basutoland, Bechuanaland and Swaziland - Jack Halpern. 1965.
- AP9. South Africa: The Peasant’s Revolt - Govan Mbeki. 1964.
- AP10. South West Africa - Ruth First. 1963.
- AP11. East Africa: The Search for Unity: Kenya, Tanganyika, Uganda and Zanzibar - A. J. Hughes. 1963.
- AP11. East Africa (Revised) - A. J. Hughes. 1969.
- AP12. The Rise of the South African Reich - Brian Percy Bunting. 1964.
- AP13. Which Way Africa? The Search for a New Society - Basil Davidson. 1964.
- AP14. The New States of West Africa - Ken Post. 1964.
- AP15. 'Mau Mau' Detainee - Josiah Mwangi Kariuki. 1964.
- AP16. Nasser’s Egypt - Peter Mansfield. 1964.
- AP17. African Outline: A General Introduction - Paul Bohannan. 1966.
- AP18. South Africa: The Struggle for a Birthright - Mark Benson. 1966.
- AP19. African Trade Unions - Ioan Davies. 1966.
- AP20. The African Past: Chronicles from Antiquity to Modern Times - Basil Davidson . 1966.
- AP21. The Development of Modern Nigeria - Okoi Arikpo. 1967.
- AP22. Africa in Social Change: West African Societies in Transition - P. C. Lloyd [Peter Cutt Lloyd]. 1967.
- AP23. Unity or Poverty? The Economics of Pan-Africanism - Reginald Green and Ann Seidman . 1968.
- AP24. Africa in Prose - O.R. Dathorne and Willfried Feuser. 1969.
- AP25. Class and Color in South Africa 1850–1950 - H. J. Simons and R. E. Simons. 1969.
- AP26. Religion in Africa - Geoffrey Parrinder [Edward Geoffrey Parrinder]. 1969.
- AP27. The Liberation of Guiné: Aspects of an African Revolution - Basil Davidson. 1969.
- AP28. The Struggle for Mozambique - Eduardo Mondlane. 1969.
- AP29. The Maghreb in the Modern World: Algeria, Tunisia, Morocco - Samir Amin. 1970.
- AP30. Conflict in the Congo: The Rise and Fall of Lumumba - Thomas Kanza. 1972.
- AP31. Portuguese Africa and the West - William Minter. 1972.
- AP32. The Discarded People: An Account of African Resettlement in South Africa - Cosmas Desmond. 1971.
- AP33. The Barrel of a Gun: Political Power in Africa and the Coup d'Etat - Ruth First. 1972.
- AP34. The High Price of Principles: Kaunda and the White South - Richard Hall. 1973.
- AP35. Neo-Colonialism in West Africa - Samir Amin. 1973.
- AP36. The Africans: An Entry to Cultural History - Basil Davidson. 1973.
- AP37. The South African Connection: Western Investment in Apartheid - Ruth First, Jonathan Steele and Christabel Gurney . 1973.
- AP38. ---
- AP39. In The Eye of the Storm: Angola's People - Basil Davidson. 1975.
- AP40. Libya: The Elusive Revolution - Ruth First. 1974.
- AP41. Rhodesia: White Racism and Imperial Response - Martin Loney. 1969.
- AP42. Minding Their Own Business: Zambia's Struggle Against Western Control - Anthony Martin. 1975.
- AP43. ---
- AP44. South Africa: An Historical Introduction - Freda Troup. 1969.
- AP45. ---
- AP46. Mozambique: Memoirs of a Revolution - John Paul. 1975.